# Badminton op de Olympische Zomerspelen 2016
Badminton is een van de sporten die beoefend werden op de Olympische Zomerspelen 2016 in Rio de Janeiro, Brazilië. De wedstrijden werden gehouden van 11 tot en met 20 augustus in het Riocentro.
Het badminton programma omvatte vijf onderdelen:
gemengd dubbelspel
mannen dubbelspel
mannen enkelspel
vrouwen dubbelspel
vrouwen enkelspel

## Kwalificatie
Elk Nationaal Olympisch Comité mocht maximaal twee deelnemers/paren inschrijven per onderdeel. In totaal kwalificeerden maximaal 64 badmintonners zich voor de singles en zestien paren voor de dubbels, zowel bij de mannen als bij de vrouwen.
Het belangrijkste kwalificatiecriterium was de wereldranglijst van de Badminton World Federation (BWF) op 5 mei 2016. Deze lijst leverde zowel bij de mannen als bij de vrouwen zestien paren voor het dubbelspel en 38 badmintonners in het enkelspel, op de volgende manier:
Enkelspel:
Plaats 1-16: spelers mochten deelnemen tenzij een land al twee gekwalificeerde spelers had.
Plaatsen 17+: spelers mochten deelnemen tenzij een land al een gekwalificeerde speler had.
Dubbelspel:
Plaats 1-8: paren mochten deelnemen tenzij een land al twee gekwalificeerde paren had.
Plaats 9+: paren mochten deelnemen tenzij een land al een gekwalificeerd paar had.
Elk continent had gegarandeerd één deelnemer/paar in elk onderdeel. Als hieraan niet voldaan werd via de bovenvermelde selectiemethode, kwalificeerde de hoogstgeplaatste speler/paar zich. Als er geen speler/paar in de lijst stond, kwalificeerde de winnaar van de laatst gespeelde continentale kampioenschappen tot mei 2016 zich. In het dubbelspel was elk continent dat een paar had in de top-50 van de wereldranglijst met ten minste één paar vertegenwoordigd.
Het gastland (Brazilië) had recht op minstens twee spelers in totaal, maar meer was toegestaan als er meerdere zich kwalificeerden volgens de kwalificatieregels.
De olympische tripartitecommissie nodigde bovendien maximaal drie mannen en drie vrouwen uit kleinere landen uit om mee te doen aan het enkelspeltoernooi.

## Speelschema
| G | Groepsfase | 16 | Laatste 16 | ¼ | Kwartfinales | ½ | Halve finales | F | Finale |

| Datum →            | 11 | 11 | 11 | 12 | 12 | 12 | 13 | 13 | 13 | 14 | 14 | 14 | 15 | 15 | 16 | 16 | 17 | 17 | 18 | 18 | 19 | 19 | 20 | 20 |
| Onderdeel ↓        | O  | M  | A  | O  | M  | A  | O  | M  | A  | O  | M  | A  | M  | A  | M  | A  | M  | A  | M  | A  | M  | A  | M  | A  |
| ------------------ | -- | -- | -- | -- | -- | -- | -- | -- | -- | -- | -- | -- | -- | -- | -- | -- | -- | -- | -- | -- | -- | -- | -- | -- |
| Mannen enkelspel   | G  | G  | G  | G  | G  | G  | G  | G  | G  | G  | G  |    | 16 | 16 |    |    | ¼  |    |    |    | ½  |    | F  |    |
| Mannen dubbelspel  | G  | G  | G  | G  | G  | G  | G  | G  | G  |    |    |    | ¼  |    | ½  |    |    |    | F  |    | F  |    |    |    |
| Vrouwen enkelspel  | G  | G  | G  | G  | G  | G  | G  | G  | G  | G  | G  | G  |    | 16 |    | ¼  |    |    | ½  |    | F  |    |    |    |
| Vrouwen dubbelspel | G  | G  | G  | G  | G  | G  | G  | G  | G  |    |    |    | ¼  |    | ½  |    |    |    | F  |    |    |    |    |    |
| Gemengd dubbelspel | G  | G  | G  | G  | G  | G  | G  | G  |    |    |    | ¼  |    | ½  |    | F  | F  |    |    |    |    |    |    |    |

## Deelnemende landen
Er namen 46 landen deel. Tussen haakjes staat het aantal atleten per land. Sommige atleten nemen deel in meerdere onderdelen.

## Medailles

### Medaillewinnaars
| Onderdeel          | Goud | Goud                             | Zilver | Zilver                                  | Brons | Brons                          |
| ------------------ | ---- | -------------------------------- | ------ | --------------------------------------- | ----- | ------------------------------ |
| Mannen enkelspel   | CHN  | Chen Long                        | MAS    | Lee Chong Wei                           | DEN   | Viktor Axelsen                 |
| Mannen dubbelspel  | CHN  | Fu Haifeng Zhang Nan             | MAS    | Goh V Shem Tan Wee Kiong                | GBR   | Marcus Ellis Chris Langridge   |
| Vrouwen enkelspel  | ESP  | Carolina Marín                   | IND    | Pusarla Venkata Sindhu                  | JPN   | Nozomi Okuhara                 |
| Vrouwen dubbelspel | JPN  | Misaki Matsutomo Ayaka Takahashi | DEN    | Christinna Pedersen Kamilla Rytter Juhl | KOR   | Jung Kyung-eun Shin Seung-chan |
| Gemengd dubbelspel | INA  | Tontowi Ahmad Liliyana Natsir    | MAS    | Chan Peng Soon Goh Liu Ying             | CHN   | Zhang Nan Zhao Yunlei          |

### Medaillespiegel
| Plaats | Land             | NOC    | Goud | Zilver | Brons | Totaal |
| ------ | ---------------- | ------ | ---- | ------ | ----- | ------ |
| 1      | China            | CHN    | 2    | 0      | 1     | 3      |
| 2      | Japan            | JPN    | 1    | 0      | 1     | 2      |
| 3      | Indonesië        | INA    | 1    | 0      | 0     | 1      |
| 3      | Spanje           | ESP    | 1    | 0      | 0     | 1      |
| 5      | Maleisië         | MAS    | 0    | 3      | 0     | 3      |
| 6      | Denemarken       | DEN    | 0    | 1      | 1     | 2      |
| 7      | India            | IND    | 0    | 1      | 0     | 1      |
| 8      | Groot-Brittannië | GBR    | 0    | 0      | 1     | 1      |
| 8      | Zuid-Korea       | KOR    | 0    | 0      | 1     | 1      |
| Totaal | Totaal           | Totaal | 5    | 5      | 5     | 15     |